# Candelaria (Quezon)
Pour les articles homonymes, voir Candelaria.
Candelaria est une ville de 1re classe située dans la province de Quezon, aux Philippines. Selon le recensement de 2010 elle est peuplée de 113 514 habitants.

## Barangays
Candelaria est divisée en 25 barangays.
- Bukal du Nord
- Bukal du Sud
- Buenavista occidental
- Buenavista oriental
- Kinatihan 1
- Kinatihan 2
- Malabanban du Nord
- Malabanban du Sud
- Mangilag du Sud
- Mangilag du Nord
- Masalukot 1
- Masalukot 2
- Masalukot 3
- Masalukot 4
- Masalukot 5
- Masin du Nord
- Masin du Sud
- Mayabobo
- Pahinga du Nord
- Pahinga du Sud
- Poblacion
- San Andres
- San Isidro
- Santa Catalina du Sud
- Santa Catalina du Nord

## Démographie
| Année | Habitants | Évolution |
| ----- | --------- | --------- |
| 1990  | 69 969    | -         |
| 1995  | 80 733    | 15,38 %   |
| 2000  | 92 429    | 14,49 %   |
| 2007  | 105 997   | 14,68 %   |
| 2009  | 110 951   | 4,67 %    |
| 2010  | 113 514   | 2,31 %    |